# Playdate
Playdate — портативная игровая приставка, разработанная компанией Panic, в сотрудничестве со шведской компанией по производству электроники Teenage Engineering. Консоль впервые была официально анонсирована 22 мая 2019 года.
Первоначально выход приставки намечался на 2020 год, позже был перенесён на начало 2021 года, однако в итоге консоль вышла 18 апреля 2022 года.
Устройство представляет собой игровую платформу, разработанную для рынка инди-проектов, которые создают независимые разработчики и небольшие студии. Одной из главных особенностей Playdate является «заводная рукоятка» расположенная в правом боку, выполняющая функцию аналогового контроллера для специально разработанных игр.

## Технические характеристики
Playdate оснащена: монохромным 2.7-дюймовым дисплеем, выполненным по технологии Sharp Memory с разрешением 400×240 пикселей; крестовиной D-Pad; двумя кнопками управления (A и B); оперативной памятью объёмом 16 МБ; внутренней флеш-памятью объемом 4 ГБ (пользователю доступно 3.5 Гб) и рукояткой в правом боку, предназначенной для ограниченного количества специально разработанных игр. Приставка работает под управлением операционной системы Playdate OS собственной разработки. Также приставка имеет встроенный динамик, 3.5-мм разъём для наушников, порт USB-C, поддерживает Wi-Fi и Bluetooth.
Устройство является открытой системой и позволяет загружать игры без необходимости джейлбрейка. Игры создаются с использованием «девкитов», которые включают в себя симулятор и отладчик совместимый с языками программирования C и Lua на основе macOS.

## Игры
На момент выхода, приставка всего получит двенадцать встроенных игр в рамках первого сезона. Первая из них станет доступна сразу же после начала продаж, а последующие, будут выходить раз в неделю автоматическим обновлением, о доступности новинки будет оповещать индикатор на верхней части корпуса консоли. Первой игрой для Playdate станет Crankin’s Time Travel Adventure, созданная инди-разработчиком Кэйтой Такахаси. Большинство игр для Playdate, создаются известными разработчиками инди-игр, такими как Кэйта Такахаси, Зак Гейдж, Беннетт Фодди и Шон Инман. В качестве издателя игр для Playdate, выступит его компания-производитель Panic.
| Сезон | Название                        | Разработчик/и             | Издатель/и | Дата выхода | Источник |
| ----- | ------------------------------- | ------------------------- | ---------- | ----------- | -------- |
| 1     | b360                            | Panic Inc.                | Panic Inc. | 2021 год    | [ 5 ]    |
| 1     | Crankin’s Time Travel Adventure | Кэйта Такахаси, Шон Инман | Panic Inc. | 2021 год    | [ 5 ]    |
| 1     | Executive Golf DX               | Дейв Мэйкс                | Panic Inc. | 2021 год    | [ 5 ]    |
| 1     | Sasquatchers                    | Чак Джордан               | Panic Inc. | 2021 год    | [ 7 ]    |
| 1     | Snak                            | Зак Гейдж                 | Panic Inc. | 2021 год    | [ 7 ]    |
| 1     | Zipper                          | Беннетт Фодди             | Panic Inc. | 2021 год    | [ 5 ]    |
| 1     | Lost Your Marbles               | Sweet Baby Inc.           | Panic Inc. | 2021 год    |          |
| 1     | Whitewater Wipeout              | Chuhai Labs               | Panic Inc. | 2021 год    |          |

## Критика
Компания Panic подверглась критике после того, как 27 мая 2019 года выяснились подробности электронного письма, в котором компания попросила организаторов одноимённого некоммерческого игрового мероприятия сменить название. Натали Лоухед, организатор мероприятия, заявила что представители Panic дважды обращались к ним и сообщили, что их мероприятие не должно использовать слово Playdate, так как оно может привести к путанице с приставкой над которой они работают. Позже в Panic отметили, что слово Playdate уже принадлежит издателю. Первоначальное электронное письмо компании Panic было позже обнародовано, где один из соучредителей Кабел Сассер сообщил, что оно было плохо сформулировано и привело к неправильному пониманию организаторами мероприятия факта угрозы судебному иску, что не имело место. Сассер также отметил, что компания допустила ошибку в своём подходе и принесла свои извинения, также он сообщил, что Panic не имеет претензий к тому, чтобы организаторы мероприятия использовали слово Playdate в своём названии.